# Komorów (Syców)
Komorów (deutsch: Kammerau) ist ein Ort mit einem Schulzenamt der Stadt- und Landgemeinde Syców im Powiat Oleśnicki der Woiwodschaft Niederschlesien in Polen.

## Geschichte

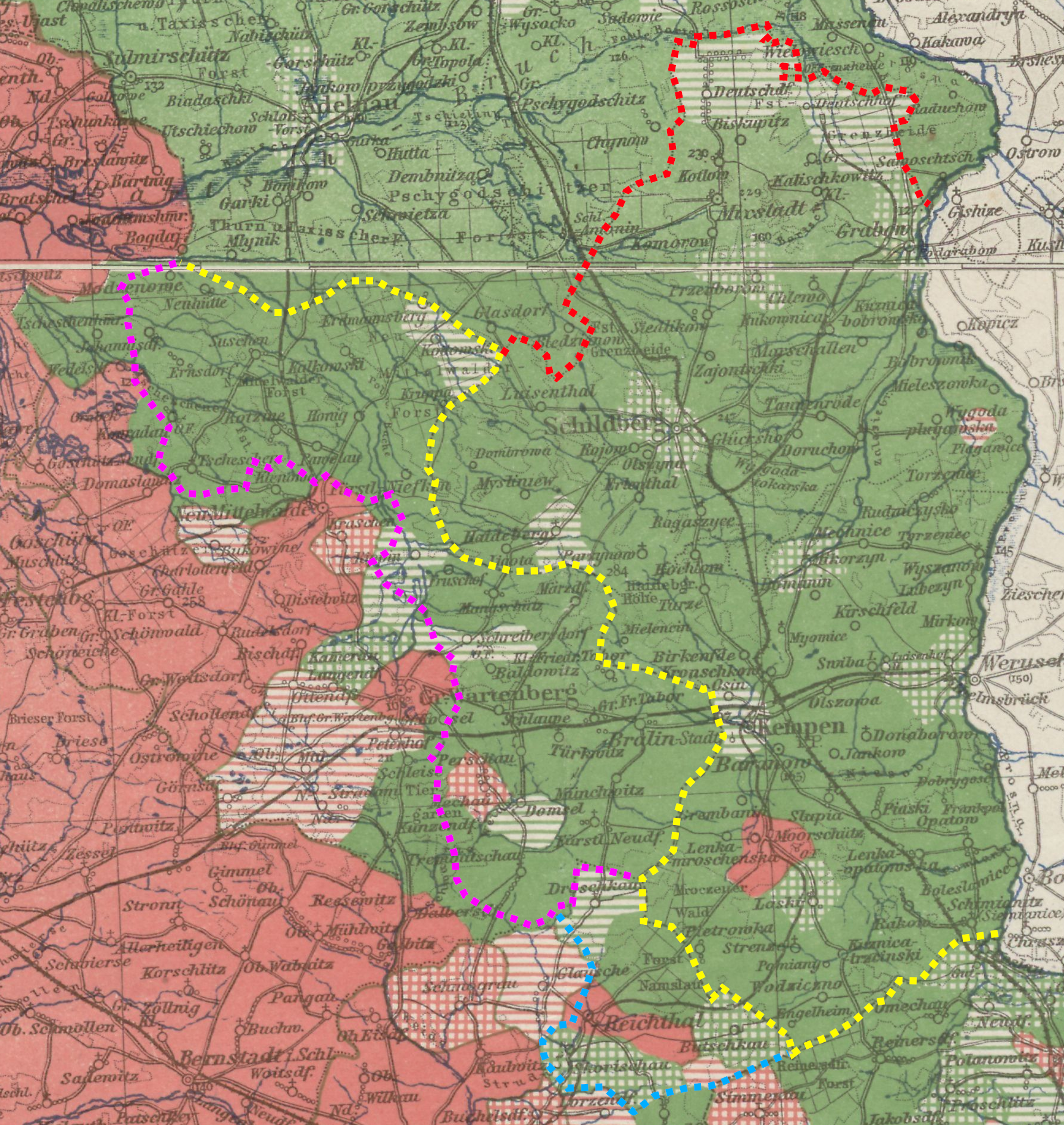
Sprachkarte aus dem Jahr 1910: Gelbe gestrichelte Linie: schlesisch-großpolnische Grenze, rosarote gestrichelte Linie: neue Grenze aus dem Jahr 1920

Der Ort wurde im späten 14. Jahrhundert und dann im Jahr 1409 als Kommerau erstmals urkundlich erwähnt. Der Ortsname ist wahrscheinlich vom polnischen Namen Komorów (vom Personennamen Komar mit dem Suffix -ów) abgeleitet und phonetisch in die deutsche Sprache adaptiert.
Nach dem Ersten Schlesischen Krieg 1742 fiel der Ort zusammen mit dem größten Teil Schlesiens an Preußen. Das Dorf war in der Mehrheit römisch-katholisch, 1905 gab es 214 Römisch-Katholiken (davon 184 waren polnischsprachig) und 60 Lutheraner (davon 16 polnischsprachig).
Im frühen 20. Jahrhundert war das Dorf noch in der Mehrheit wasserpolnischsprachig, wurde aber wegen der geographischen Lage nicht mit dem überwiegend polnischsprachigen Ostteil des Landkreises Groß Wartenberg zum 10. Januar 1920 infolge des Versailler Vertrags vom Deutschen Reich an das wiedergegründete Polen abgetreten und blieb in Deutschland.
Als Folge des Zweiten Weltkriegs fiel Kammerau wie fast ganz Schlesien 1945 an Polen, wurde in Komorów umbenannt und der Woiwodschaft Breslau angegliedert. Die deutsche Bevölkerung wurde, soweit sie nicht vorher geflohen war, weitgehend vertrieben (z. B. im Jahr 1946 77 Personen). Die neu angesiedelten Bewohner (1945 bis 1950 insgesamt 44 Familien) waren zum Teil Heimatvertriebene aus Ostpolen. Von 1975 bis 1998 gehörte der Ort zur Woiwodschaft Kalisz. 1999 kam der Ort zum Powiat Oleśnicki in der Woiwodschaft Niederschlesien.

## Persönlichkeiten
- Jerzy (Georg) Schlag (poln. Jerzy Szlag Bićki), (1692–1764), polnischsprachiger lutherischer Pastor, u. a. in der Christophorikirche (Breslau)